# لش‌ماهی سرعسلی
لش‌ماهی سرعسلی (نام علمی: Nocomis biguttatus) نام یک گونه از تیره کپورماهیان است.